# Rynek 11 Listopada w Choroszczy
Rynek 11 Listopada – pełni funkcję centralnego punktu miasta, jest węzłem komunikacyjnym łączącym miasto Choroszcz z resztą gminy.

## Historia
Do 1989 roku ulica nosiła nazwę Rynek 9 Maja, która uchwałą Rady Narodowej Miasta i Gminy została zmieniona na Rynek 11 Listopada.

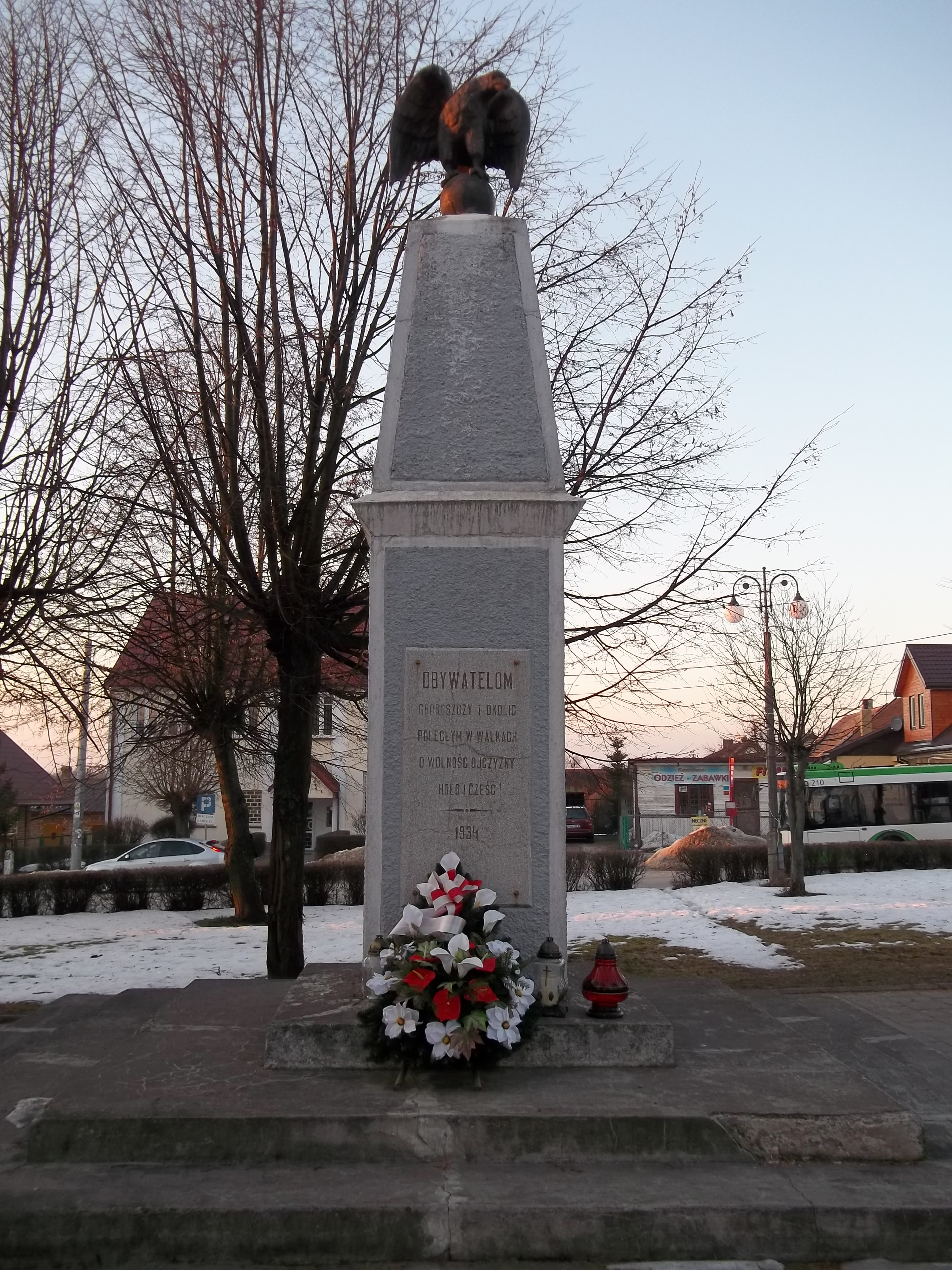
Obelisk poległym w walkach za wolność ojczyzny przed rewitalizacją.

## Otoczenie
- Kościół pw. św. Jana Chrzciciela i św. Szczepana w Choroszczy
- Klasztor
- Bank Spółdzielczy
- Obelisk poległym w walkach za wolność ojczyzny